# Cantó de Sankt Gallen
Sankt-Gallen (en alemany), Saint-Gall (en francès) o San Gallo (en italià) és un dels cantons de Suïssa.